# Gletscherrandsee

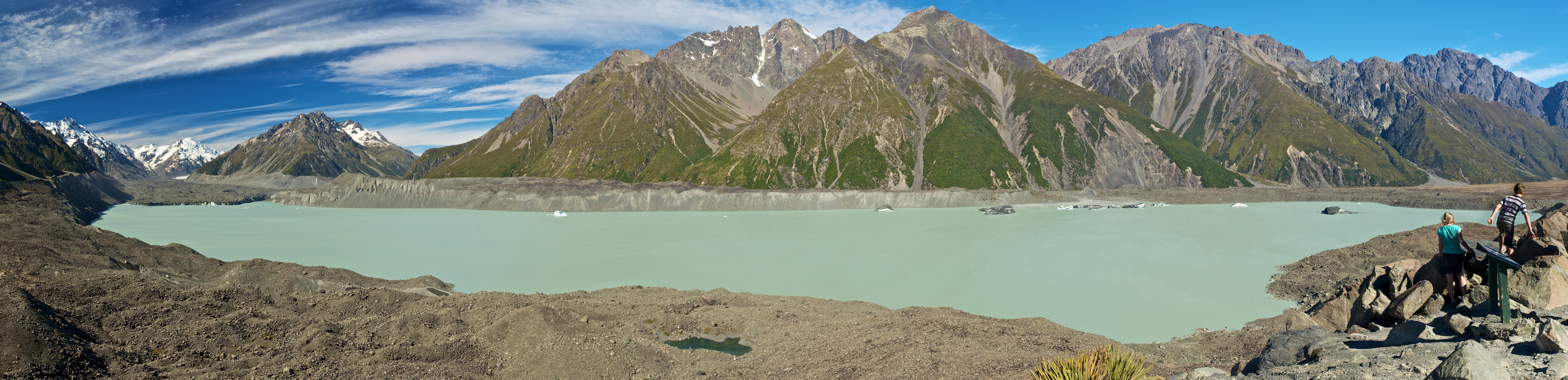
Der Tasman Lake am Tasman-Gletscher bildete sich erst Mitte der 1970er Jahre

Ein Gletscherrandsee oder Gletscherendsee ist ein im Bereich der Grund- oder Endmoräne eines Gletschers entstandenes stehendes Gewässer.

## Entstehung
Eine Hohlform wird durch das fließende Eis der Gletscherzunge ausgeschürft. Die End- und Seitenmoränen bilden einen natürlichen Damm. Durch feine Sedimente werden der Boden und die Endmoräne derart abgedichtet, dass sich das Schmelzwasser des Gletschers in diesem Becken sammeln und nach dem Rückzug der Gletscherzunge einen See bilden kann. Heute werden solche Seen meist durch Regen- und Grundwasser gespeist, in den Alpen weiterhin vom Schmelzwasser der höher gelegenen Gebiete. Die meisten Gletscherrandseen entstanden nach dem Ende der Eiszeit, sie treten aber auch nach dem Abschmelzen heutiger Gletscher auf. Die Zahl und Fläche von Gletscherseen ist zwischen 1990 und 2015 um 53 bzw. 51 Prozent gestiegen.

## Zungenbeckensee / Fjordsee

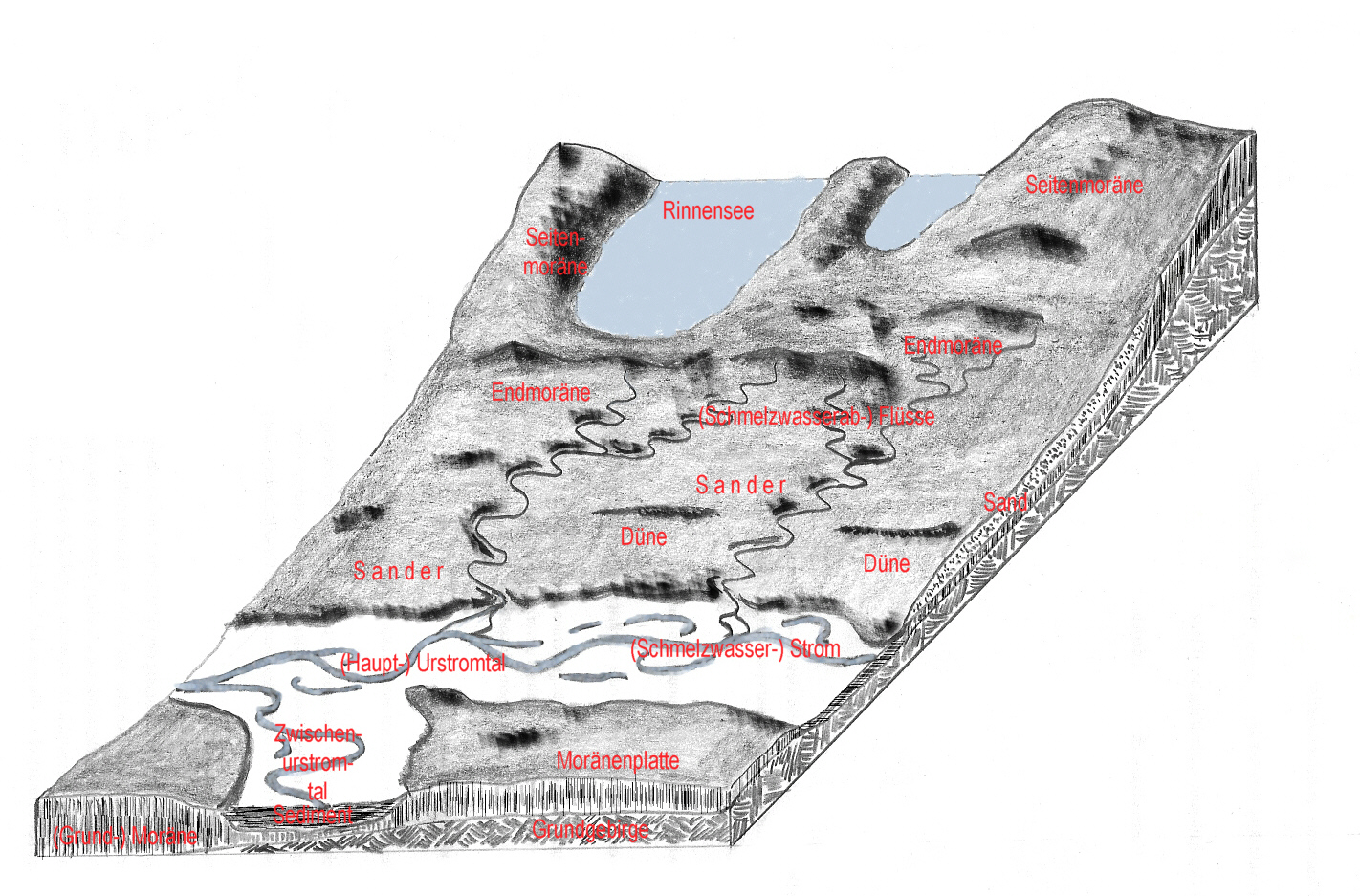
Zungenbeckensee innerhalb einer glazialen Serie (talseitiges Ende)

Eine spezielle, postglazial entstandene Seeform ist der Zungenbeckensee.
Durch eiszeitliche Gletscherzungen eingetiefte Becken, so genannte Zungenbecken, gibt es in allen vor Zeiten eisbedeckten Regionen. Ob die darin entstandenen Seen speziell als Fjordseen bezeichnet werden, hängt von der Bewegungsrichtung des das Becken bildenden Eises ab. Wo sich das Eis durch Gebirgstäler herabschob, wie bei der Entstehung der Fjorde, spricht man von Fjordseen. Wo das Eis vom Eispanzer eines Meeres – in Europa der Ostsee – kam, entsprechend der Entstehung der Förden, spricht man nicht von Fjordsee. Derartige Seen finden sich in Norddeutschland und anderen Regionen südlich und östlich der Ostsee.

## Beispiele

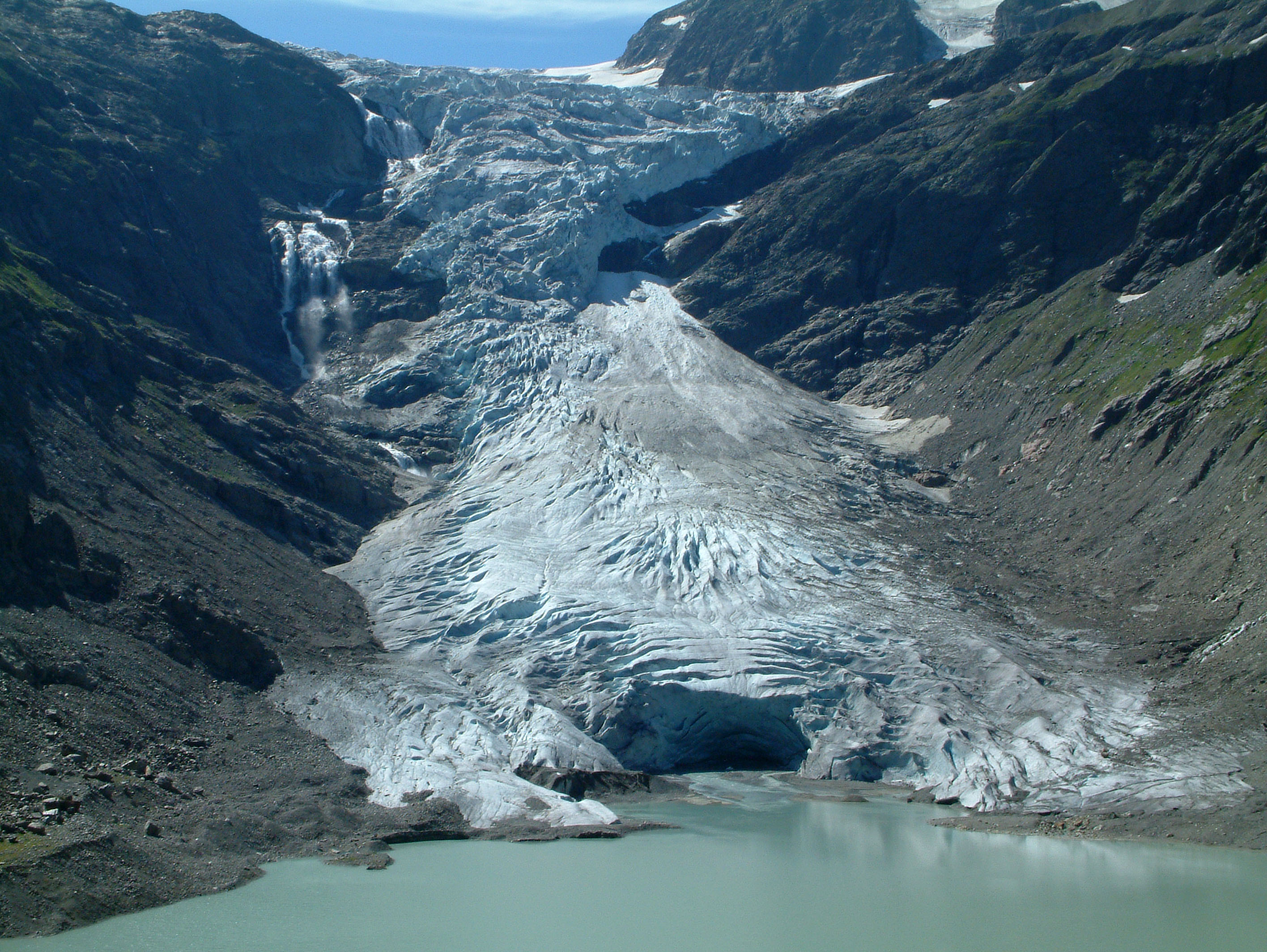
Gletscherrandsee des Triftgletschers mit Gletschertor (bergseitiges Ende)

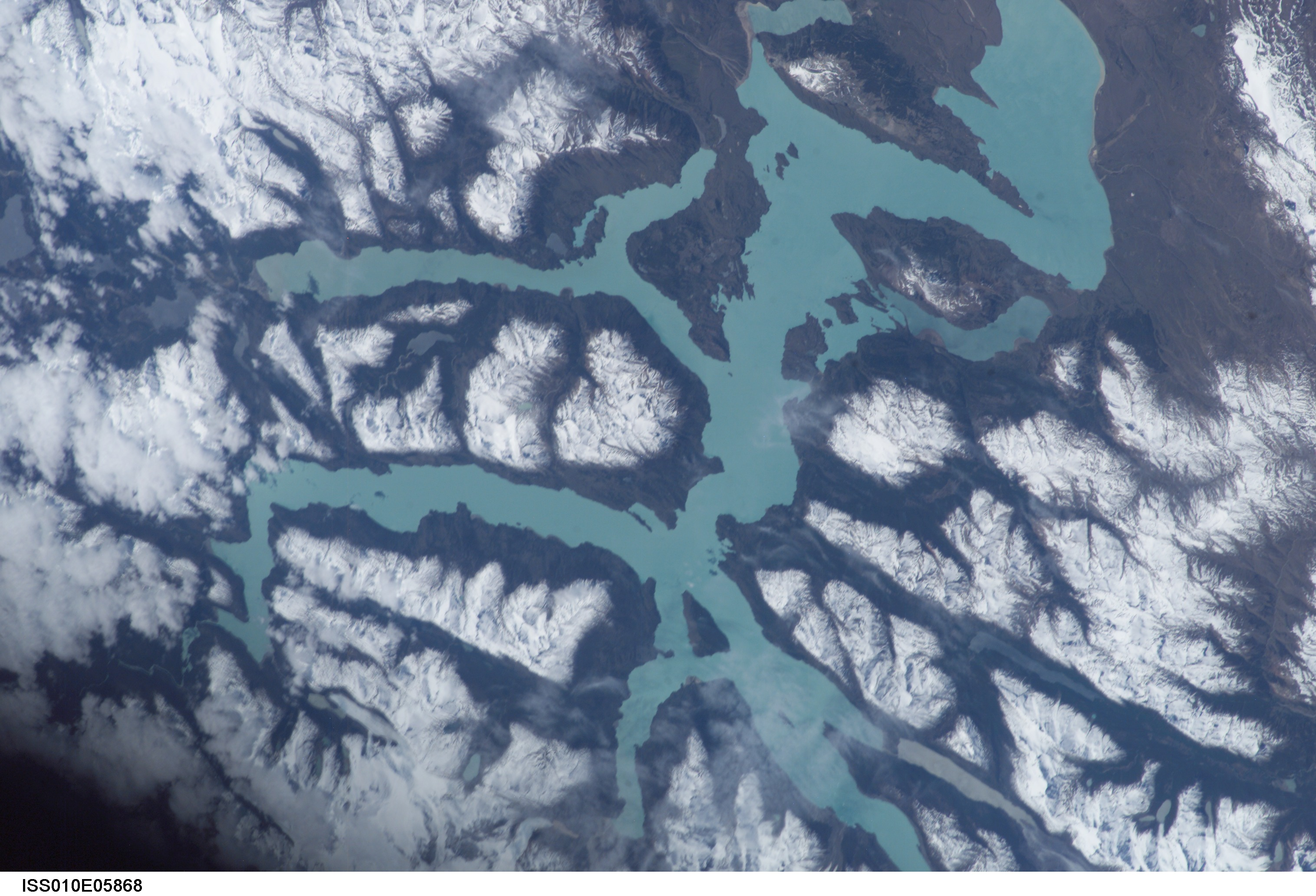
Lago O’Higgins/San Martín als weitverzweigter Fjordsee

Gletscherrandseen sind etwa in Nordbrandenburg, den Alpenvorländern und in inneralpinen Becken häufig anzutreffen:
- Gletscherrandseen, aber keine Fjordseen:
  - Ammersee (?)
  - Federsee
  - Grimnitzsee
  - Parsteiner See
  - Tollensesee
  - Oberuckersee und Unteruckersee

- Fjordseen:
  - Die großen Seen der Südanden: Lago Argentino, Lago Cochrane, Lago General Carrera, Lago O’Higgins/San Martín, Lago Viedma und weitere
  - Ammersee (?)
  - Bodensee, auch als tektonische Senke zu betrachten
  - Genfersee, auch als tektonische Senke zu betrachten
  - Seen des Salzkammerguts
  - Kärntner Seengebiet
  - italienische Seen im alpinen Bereich vom Garda- bis zum Luganersee

- rezente Beispiele (noch heute am Gletscherrand):
  - am Ende der Pasterze (Großglockner)
  - am Triftgletscher (Gadmen)
  - am Fuß des Svartisen